# Cedusa elongata
Cedusa elongata är en insektsart som beskrevs av Caldwell 1944. Cedusa elongata ingår i släktet Cedusa och familjen Derbidae. Inga underarter finns listade i Catalogue of Life.